# Moritz Suter
Moritz Suter (* 3. September 1943 in Basel; heimatberechtigt in St. Gallen und Nesslau-Krummenau) ist ein Schweizer Unternehmer und Pilot. Er gründete die Crossair, eine europäische Regionalfluggesellschaft, und ist massgeblich an der insolventen Fluggesellschaft Hello beteiligt.
Suter ist in der Schweiz eine umstrittene Persönlichkeit, seit nach zwei Flugunfällen der damaligen Crossair nicht nur an den Piloten, sondern auch am Management der Crossair Kritik geübt wurde.

## Leben

### Kindheit und Jugend
Moritz Suter wurde am 3. September 1943 in Basel als Sohn des Musikprofessors und Komponisten Robert Suter geboren und wuchs als Einzelkind auf. Die Grund- und Mittelschule besuchte er in den Kantonen Basel-Stadt, Bern, Graubünden und St. Gallen; schon während dieser Zeit begeisterte sich Suter für die Fliegerei, begann im Alter von 18 Jahren die Ausbildung als Privatpilot und erhielt nach 1962 nach einem Jahr das Brevet, womit er seinen Drang nach Freiheit nun in der Luft ausleben konnte. In der Schule fiel es ihm schwer, sich unterzuordnen, und so verliess er im Alter von 20 Jahren die Mittelschule ohne Abschluss (Maturität).

### Fliegen im Ausland
Dank seines Grossvaters konnte Suter seinen Traum vom Fliegen trotzdem verwirklichen. Sein Grossvater finanzierte ihm nämlich die private Ausbildung zum Linienpiloten, die er in England, den Niederlanden und der Schweiz erfolgreich abschloss.
1963 verliess Suter die Schweiz und sammelte in Afrika Erfahrungen beim Besprühen von Feldern mit Pflanzenschutzmitteln per Kleinflugzeug. Ab 1965 arbeitete er als Linienpilot bei der Luxair in Luxemburg.

### Swissair
1967 bewarb sich Suter bei der damaligen nationalen Fluggesellschaft Swissair und kehrte in die Schweiz zurück; mangels einer schweizerischen Lizenz musste er diese, trotz seiner Erfahrungen im Ausland, erwerben und kam danach als Copilot zum Einsatz. Zuerst flog Suter das Kolbenflugzeug Convair Metropolitan, später dann den viermotorigen Jet Convair Coronado auf Flügen in den Mittleren Osten, in den Fernen Osten und nach Südamerika sowie Afrika. 1974 erhielt Suter die Beförderung zum Flugkapitän auf der DC-9.

### Business Flyers Basel AG (BFB)

Cessna T310P der Business Flyers Basel AG

Ab Mitte der 1970er Jahre fiel Suter auf, dass die Flugzeuge auf vielen europäischen Strecken nicht ausgelastet sind, während gleichzeitig viele Destinationen in Europa gar nicht angeflogen werden. Daraus zog er den Schluss, dass eine Regionalfluggesellschaft, die neue Destinationen mit kleineren Flugzeugen bedient, in Europa Erfolg haben könnte.
Am 14. Februar 1975 gründete Moritz Suter zusammen mit seinem Jugendfreund Peter Kalt – trotz der Ölkrise und Rezession – die Business Flyers Basel AG (BFB) als Gesellschaft zur Vermietung von Flugzeugen, zur Pilotenschulung und für Taxiflüge. Das Startkapital betrug 65'000 Schweizerfranken, und die Flotte bestand aus einer gebrauchten Cessna 310 mit vier Sitzen und einer zweisitzigen Piper L-4 des Baujahrs 1943. Geschäftsführer und Hauptaktionär der neuen Gesellschaft war Suter selbst, Kalt wurde Verwaltungsratspräsident. Daneben arbeitete Suter weiterhin als Linienpilot für die Swissair.

### Crossair

#### Gründung

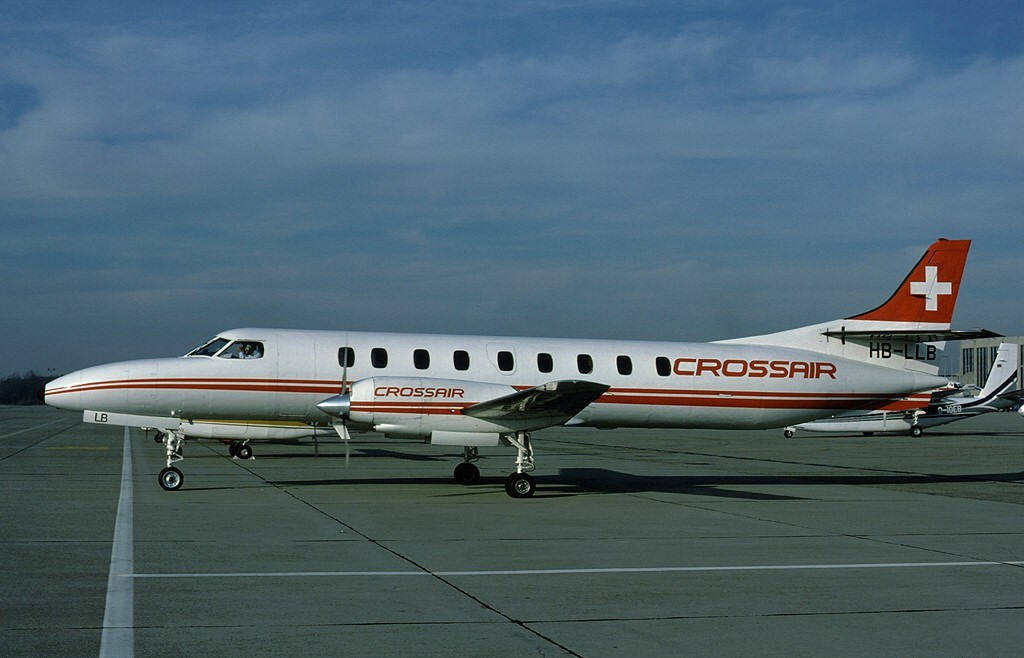
Swearingen SA 226TC / II Metroliner der Crossair

1977 entschloss sich Suter aufgrund seiner Erfahrungen als Swissair-Pilot und mit der Business Flyers Basel AG zur Gründung einer Regionalfluggesellschaft für Linienverkehr in Europa. Ein Jahr später fand er private Investoren, konnte so das Aktienkapital auf eine Million Schweizerfranken erhöhen und taufte das Unternehmen in Crossair um; Suter selbst wurde Delegierter des Verwaltungsrates.
Noch im selben Jahr 1978 forderte das Bundesamt für Zivilluftfahrt (BAZL) von der Crossair eine Kapitalerhöhung auf zwei oder drei Millionen Schweizerfranken. Aus diesem Grund verkaufte Suter einen Teil seiner Anteile. Die Crossair erhielt am 26. April 1979 vom BAZL eine provisorische Konzession für einige Strecken und flog ab dem 2. Juli mit zwei Swearingen-Metroliner-II-Flugzeugen von Zürich aus im Linienverkehr nach Innsbruck, Klagenfurt und Nürnberg.

#### European Regional Airlines Association

Swearingen SA 226TC / II Metroliner der Crossair

1980 erhielt die Crossair weitere Konzessionen für Flüge nach Hannover und Lugano, für die Strecke von Bern nach Paris sowie jene von Lugano nach Genf. Das Aktienkapital wurde auf 8 Millionen Schweizerfranken erhöht; die meisten Investoren stammten aus dem Freundeskreis von Moritz Suter. In der gleichen Zeit gründete Suter die European Regional Airlines Association (ERA), die damals fünf Fluggesellschaften mit 16 Flugzeugen, 450 Mitarbeitern und 58'000 beförderten Passagieren pro Jahr zählte. Moritz Suter ist derzeit (2010) Ehrenpräsident der ERA.
Die Crossair wuchs schnell, und so wurde 1981 eine weitere Kapitalerhöhung auf 16 Millionen Schweizerfranken notwendig, die wiederum von privaten Investoren aus dem Umfeld von Moritz Suter finanziert wurde. Zu dieser Zeit arbeitete Suter immer noch bei der Swissair, da die Crossair ihrem Gründer noch keinen Lohn bezahlen konnte.

Flugzeuge der Crossair am Basler Flughafen

1983 erfolgte die nächste Kapitalerhöhung von 25 auf 50 Millionen Schweizerfranken. Die Investoren stammten nun nicht mehr nur aus dem Umfeld von Moritz Suter, sondern wurden über die Vorbörse gewonnen. Im selben Jahr erhielt die Crossair vom BAZL ausserdem die definitive Betriebskonzession.

#### Saab 340

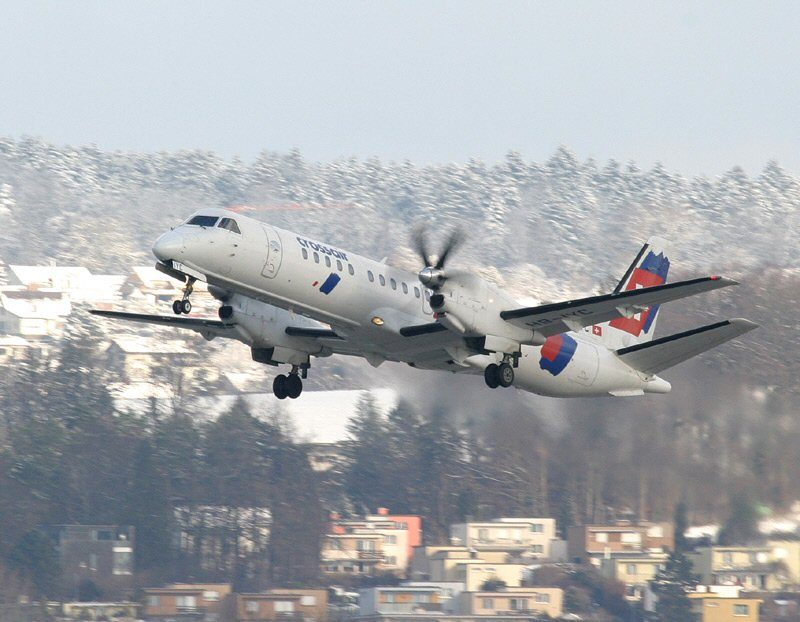
Saab 2000 der Crossair

1984 kaufte die Crossair die ersten Flugzeuge vom Typ Saab Fairchild 340, die überhaupt erst auf Betreiben von Moritz Suter hin gebaut worden waren. Am 15. Juli 1984 stellte die Crossair ausserdem ihre ersten Flugbegleiter vor, nachdem vorher jeweils die Piloten für die Betreuung der Passagiere zuständig gewesen waren. Ausserdem flog die Crossair neu von Basel aus nach Paris und Frankfurt, womit sie am Basler Flughafen weiter an Bedeutung gewann.

#### Saab 2000
1985 wurde das Aktienkapital auf 80 Millionen Schweizerfranken erhöht und die Aktie an den Börsen von Basel, Genf und Zürich kotiert. 1988 erfolgte eine weitere Kapitalerhöhung auf 160 Millionen Schweizerfranken, was die Swissair dazu nutzte, 38 Prozent der Crossair-Aktien mit einem Stimmenanteil von 41 Prozent zu erwerben. Daneben kaufte die Crossair die ersten Saab-2000-Flugzeuge, die ähnlich wie schon die Saab-340-Maschinen speziell für ihre Anforderungen entwickelt worden waren.

#### Übernahme durch die Swissair

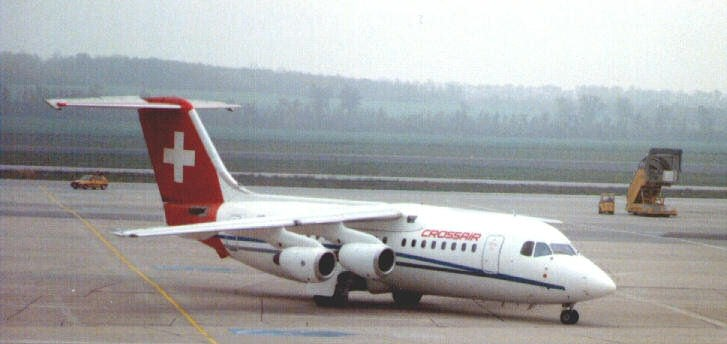
Jumbolino der Crossair

Im Jahr 1990 beförderte die Crossair zum ersten Mal mehr als eine Million Passagiere pro Jahr. 1991 übernahm die Swissair die Mehrheit am Aktienkapital der Crossair, welche ihren Sitz am Flughafen Basel Mulhouse Freiburg hat.
Ab 1992 flog die Crossair den London City Airport mit einem Jet vom Typ BAe 146 (Jumbolino) an.
1993 erweiterte die Swissair ihre Crossair-Beteiligung auf 56,1 Prozent der Aktien und einen Stimmrechtsanteil von 59 Prozent. Die Crossair erwarb ausserdem vier Avro-RJ85-Flugzeuge.

#### Wachstum
Ende 1994 arbeiteten 1420 Personen für die Crossair und erzielten einen Umsatz von 400 Millionen Schweizer Franken. Die Flotte umfasste 36 Flugzeuge, mit denen knapp zwei Millionen Passagiere befördert wurden.
1995 wuchs die Crossair weiter durch die Übernahme von acht MD-82- und MD-83-Flugzeugen, welche von der damaligen Fluggesellschaft Balair/CTA stammen, die ihr Kurzstreckengeschäft aufgab. Das Streckennetz der Crossair wurde ständig um neue Destinationen ergänzt, das Aktienkapital wurde auf 328,5 Millionen Schweizerfranken erhöht, und die Crossair galt als die grösste Ferienfluggesellschaft in Europa. Bis zum Jahresende wuchs der Umsatz um 15 Prozent, und die Flotte umfasste 74 Flugzeuge. Häufig flog die Crossair Strecken ab Genf und Zürich im Auftrag der Swissair, da sie kostengünstiger operierte und gleichzeitig dank komfortablen Flugzeugen und einer exzellenten Betreuung an Bord einen sehr guten Ruf genoss – teilweise fanden bis zu einem Drittel aller Flüge der Crossair als Wet-Lease für die Swissair statt.

#### Flugzeugabstürze
In den Jahren 2000 (Crossair-Flug 498 bei Nassenwil) und 2001 (Crossair-Flug 3597 bei Bassersdorf) kamen bei zwei Crossair-Flugzeugabstürzen insgesamt 34 Menschen ums Leben. Darunter litt der Ruf der Crossair und auch jener von Moritz Suter, dem man vorwarf, das Unternehmen sei zu schnell gewachsen, wobei die Flugsicherheit vernachlässigt worden sei.
Wegen des Absturzes des Crossair-Flugs 498 mit zehn Toten vom 10. Januar 2000 bei Nassenwil erhob die Schweizerische Bundesanwaltschaft im Oktober 2007 Anklage gegen sechs frühere Crossair-Verantwortliche, darunter Suter und CEO André Dosé. Sie warf Suter und Dosé unter anderem vor, für eine «Angstkultur» bei der Airline verantwortlich gewesen zu sein, die zur bewussten Missachtung von Vorschriften geführt habe. Das Verfahren wurde von der Bundesanwaltschaft wegen Verjährung und wegen nicht nachgewiesener Sorgfaltspflichtverletzungen eingestellt.
Suter wurde mit fünf weiteren Mitarbeitern, darunter der ehemalige CEO André Dosé, wegen des Absturzes von Crossair-Flug 3597 mit 24 Toten bei Bassersdorf vom 24. November 2001 wegen fahrlässiger Tötung und fahrlässiger schwerer Körperverletzung angeklagt und am 16. Mai 2008 vollumfänglich freigesprochen. Das Gericht sprach den sechs Freigesprochenen Entschädigungen von insgesamt 851'000 Franken zu. Das Bundesstrafgericht in Bellinzona befand für den Absturz keinen ursächlichen Zusammenhang auch im Vorwurf der «aggressiven Expansionspolitik» Suters.

### Swissair II
Mitte 2001 geriet die Swissair in die grösste Krise ihrer Geschichte, und es zeichnete sich ab, dass nur noch eine umfassende Sanierung das Unternehmen vor dem Untergang bewahren kann. In dieser Situation übernahm Suter die Führung der Swissair, trat jedoch bereits nach 44 Tagen wieder von dieser Position zurück.

### Swiss
Ende September übernahmen die Schweizer Grossbanken UBS (51 Prozent) und Credit Suisse (49 Prozent) das Aktienpaket der SAirGroup (Projekt Phoenix). Am 2. Oktober 2001 musste die Swissair ihren Betrieb für einige Tage einstellen (Grounding) und die Nachlassstundung beantragen. In der Folge wurde auf der Grundlage der Crossair die neue Schweizer Fluggesellschaft Swiss aufgebaut; Moritz Suter wurde an der Generalversammlung vom 6. Dezember 2001 entmachtet und die Crossair/Swiss ging mehrheitlich in die Hände der Credit Suisse und UBS sowie der öffentlichen Hand über. Am 27. März 2002 fand der letzte offizielle Flug der Crossair statt, und seither lebt die Fluggesellschaft unter dem Namen Swiss und neu nicht mehr als Regionalfluggesellschaft, sondern als grosses Unternehmen mit Kurz-, Mittel- und Langstrecken in aller Welt weiter. Suter wandte sich in der Folge von der «neuen» Fluggesellschaft ab und neuen Projekten zu.

### Hello
Im Februar 2004 gründete Moritz Suter in Basel die neue Fluggesellschaft Hello und ist deren Verwaltungsratspräsident. Hello hat den Flugbetrieb am 21. Oktober 2012 eingestellt und am 26. November 2012 Konkurs angemeldet.

### Carpatair / Moldavian Airlines
Moritz Suter ist Aktionär bei Moldavian Airlines und Edelweiss Air sowie Carpatair, bei letzterer ist er auch Mitglied im Verwaltungsrat.

### Basler Zeitung
Am 24. November 2010 übernahm Moritz Suter die Basler Zeitung Medien, welche unter anderem die Basler Zeitung herausgibt. Suter wurde Präsident des Verwaltungsrates und Verleger. Am 12. Dezember 2011 trat Moritz Suter seine Aktien an Rahel Blocher, Tochter des Politikers und Unternehmers Christoph Blocher, ab und beendete damit seinen Versuch, die Basler Zeitung neu zu organisieren. Er trat als Verwaltungsratspräsident sowie als Verleger zurück.

## Privates
Suter ist verheiratet, hat einen Sohn und lebt in Basel.